# Саюшев, Вадим Аркадьевич
Вади́м Арка́дьевич Са́юшев (род. 16 января 1930, Новосибирск) — советский государственный деятель, первый заместитель председателя Государственного комитета СССР по профессионально-техническому образованию (1967—1983). Доктор экономических наук, профессор.

## Биография
Родился 16 января 1930 года в Новосибирске. В 1954 году окончил Ленинградский горный институт им. Г. В. Плеханова, доктор экономических наук, профессор.
С 1948 года начал трудовую деятельность в качестве рабочего на предприятии «Электромортрест» в Ленинграде.
- 1954—1958 гг. — секретарь Свердловского райкома ВЛКСМ г. Ленинграда;
- 1958—1961 гг. — секретарь, второй и первый секретарь Ленинградского обкома ВЛКСМ;
- 1961—1964 гг. — второй секретарь ЦК ВЛКСМ;
- 1964—1967 гг. — заместитель председателя Государственного комитета СССР по профтехобразованию;
- 1967—1983 гг. — первый заместитель председателя Государственного комитета СССР по профтехобразованию;
- 1983—1992 гг. — директор ВДНХ СССР, заместитель председателя Главвыставкома и член Коллегии Государственного комитета СССР по науке и технике;
- 1992—1998 гг. — генеральный директор АО «Всероссийский выставочный центр» (ВВЦ); председатель комитета Торгово-промышленной палаты РФ по выставочно-ярмарочной деятельности. На этом посту стал известен тем, что, после акционировании ВДНХ Борисом Ельциным, разрешил сотрудникам приватизировать свои павильоны, однако когда на ВВЦ началась бурная торговля, он вернул почти все приватизированные павильоны в собственность ГАО «ВВЦ»[1].

Кандидат в члены ЦК КПСС в 1961-1966 годах. Избирался депутатом Верховного Совета СССР 6 созыва, Ленинградского и Московского Советов народных депутатов; первый вице-президент Общества друзей Кубы, председатель правления благотворительного общества «Благовест»; академик Международной академии информатизации.

## Награды и звания
- Награждён:
- 2 ордена Трудового Красного Знамени;
- орден «Знак Почёта»;
- орден Дружбы народов;
- Орден «Солидарность» (2010, Куба)[2];
- медалями.
- Заслуженный работник культуры РСФСР.